# Zhou Qing

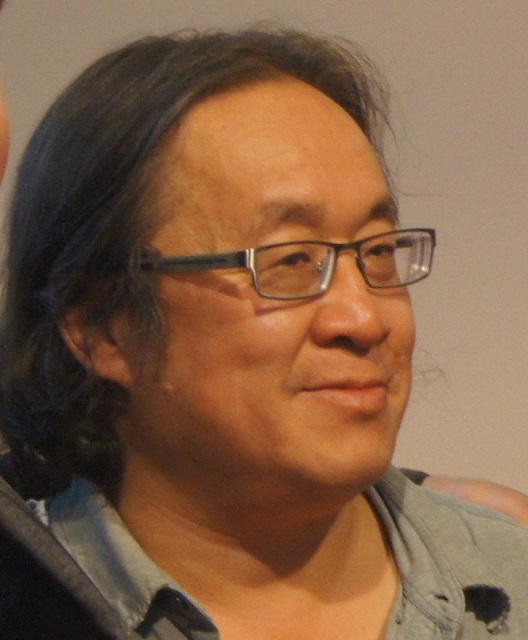
Zhou Qing (2018)

Zhou Qing (chinesisch 周勍; * 2. Dezember 1964 in Xi’an, Shaanxi) ist ein chinesischer Journalist, Sachbuchautor und Regimekritiker.

## Leben
Zhou studierte am Lu Xun Literary Institute und der Nordwest-Universität Xi’an. Im Jahr 1989 beteiligte er sich an der chinesischen Demokratiebewegung. Nach deren Niederschlagung wurde er zu zwei Jahren Gefängnis verurteilt. Seine Strafe wurde um acht Monate verlängert, da er Maßnahmen zu seiner Rehabilitierung ablehnte – nach anderen Angaben die Ablegung eines Geständnisses verweigert hatte – und zudem einen Fluchtversuch beging.
Zhou war Direktor des Xi’an Cang Xie Cultural Research Institute in Xi’an. Als Brauchtumsforscher und Fachmann für Oral History arbeitete er als Chefredakteur des Folk Magazin, der Wochenzeitung Legends & Stories und der Zeitschrift Oral Museum. Als Gastwissenschaftler besuchte er die Vereinigten Staaten und Russland.
Längere Zeit beschäftigte sich Zhou mit dem chinesischen Essen und Skandalen in der Lebensmittelindustrie. Im Jahr 2004 veröffentlichte er seine Reportage Min Yihe Shi Wei Tian. Zhongguo Shipin Anquan Xianzhuang Diaocha (民以何食为天. 中国 食品 安全 现状 调查.) in Bangao Wenxue, der wichtigsten Reportagezeitschrift des Landes. Hierfür wurde er 2006 zum Lettre Ulysses Award nominiert und kam in die Endrunde der sieben Finalisten des „Weltpreises für Reportageliteratur“. Sein Buch zu diesem Thema What Kind of God. A Survey of the Current Safety of China’s Food wurde ein internationaler Bestseller. Das Buch wurde sofort nach der Veröffentlichung in China verboten. Einen Preis für die beste politische Reportage erhielt er 2007 von der Australian International Scholar Foundation.
Durch das Independent Chinese PEN Center wurde Zhou 2009 mit einem Preis für „die Freiheit des Schreibens“ ausgezeichnet. Er ist Mitglied dieses PEN Centers und der Chinesischen Gesellschaft für Studien der Volksliteratur und Kunst.
Zhou lebte und arbeitete in Peking. 2008/2009 wohnte er als Stipendiat im Heinrich-Böll-Haus in Langenbroich. Ein Writers in Exile-Stipendium des P.E.N.-Zentrums Deutschland führte ihn 2009–2012 nach München. Dort beschäftigte er sich mit der Situation der Wanderarbeiter und der Todesstrafe in seiner Heimat China. Heute lebt er in Berlin und arbeitet auch an Dokumentarfilmen.

## Zitat
„Es war gefährlicher, als Drogenhändler zu jagen.“ – Zhou über seine Arbeit im Lebensmittelbereich.

## Werke
- Min Yihe Shi Wei Tian. Zhongguo Shipin Anquan Xianzhuang Diaocha. (民以何食为天. 中国 食品 安全 现状 调查.) In: Bangao Wenxue, 9/2004.
- What Kind of God. A Survey of the Current Safety of China’s Food.
- Wovon soll sich unser Volk in Zukunft ernähren – Skandale um Lebensmittel.